# Ovesné Kladruby
Ovesné Kladruby (németül: Habakladrau) község Csehországban a Karlovy Vary-i kerület Chebi járásában. 

## Története
1890-ben 526 német lakosa volt. A második világháború után német lakosságát Németországba toloncolták. 

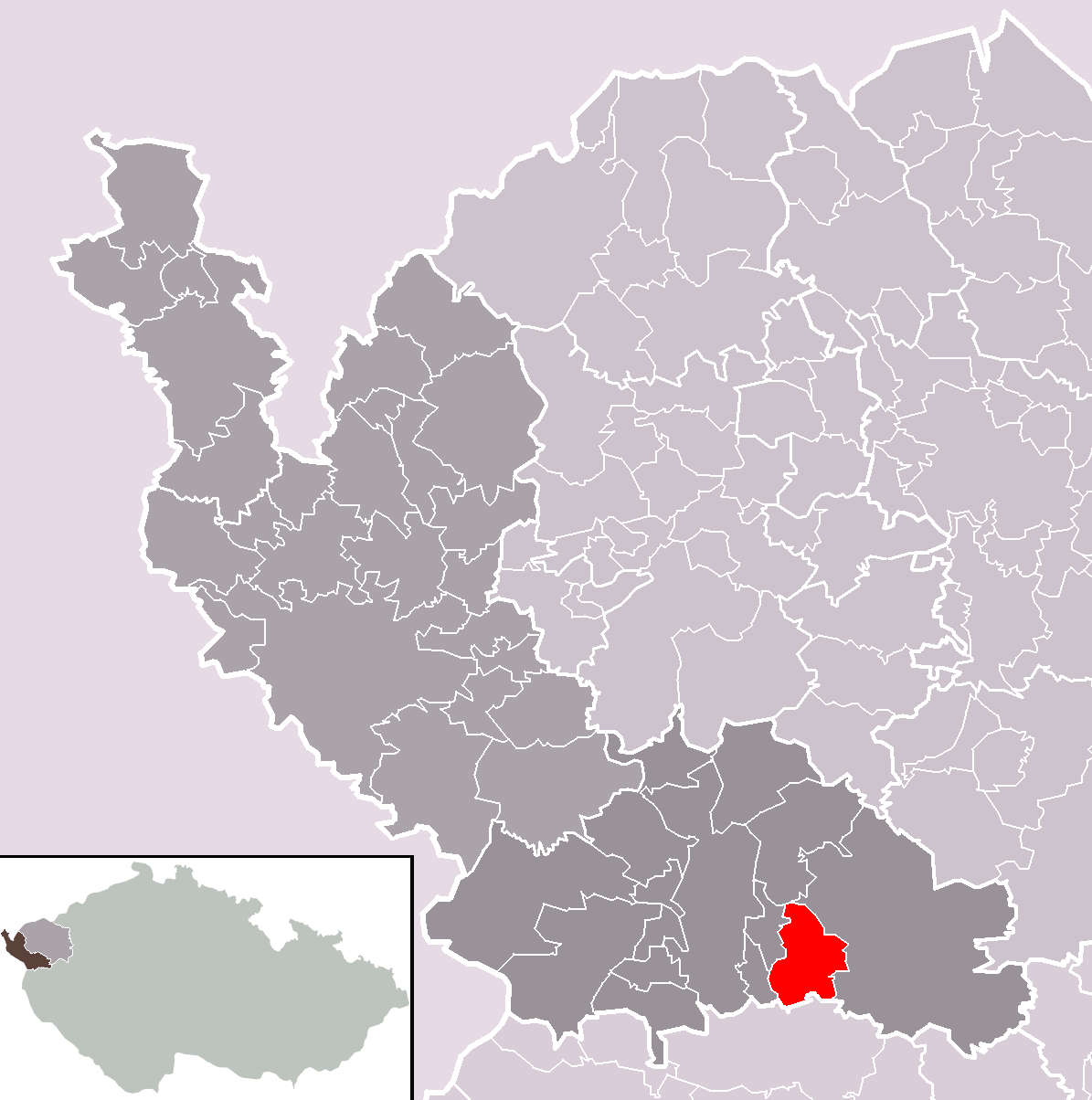
A község közigazgatási területe

## Népesség
A település népessége az elmúlt években az alábbi módon változott:
| Lakosok száma | 565  | 633  | 643  | 205  | 127  | 121  | 124  | 123  | 127  | 144  |
|               | 1869 | 1890 | 1921 | 1950 | 1980 | 2001 | 2017 | 2019 | 2022 | 2024 |